# Sportvereinigung Bayer 04 Leverkusen 1977-1978
Questa voce raccoglie le informazioni riguardanti la Sportvereinigung Bayer 04 Leverkusen nelle competizioni ufficiali della stagione 1977-1978.

## Stagione
Nella stagione 1977-1978 il Bayer Leverkusen, allenato da Willibert Kremer, concluse il campionato di 2. Bundesliga al 8º posto. In Coppa di Germania il Bayer Leverkusen fu eliminato al terzo turno dal Westfalia Herne.

## Rosa
| N. |                     | Ruolo | Calciatore           |
| -- | ------------------- | ----- | -------------------- |
|    | Germania (bandiera) | P     | Fred-Werner Bockholt |
|    | Germania (bandiera) | P     | Hubert Makel         |
|    | Germania (bandiera) | D     | Manfred Eickerling   |
|    | Germania (bandiera) | D     | Andreas Fehse        |
|    | Germania (bandiera) | D     | Jürgen Gelsdorf      |
|    | Germania (bandiera) | D     | Thomas Hörster       |
|    | Germania (bandiera) | D     | Peter Klimke         |
|    | Germania (bandiera) | D     | Walter Posner        |
|    | Germania (bandiera) | D     | Willi Rehbach        |

| N. |                     | Ruolo | Calciatore            |
| -- | ------------------- | ----- | --------------------- |
|    | Germania (bandiera) | D     | Hans-Jürgen Scheinert |
|    | Germania (bandiera) | C     | Klaus Bruckmann       |
|    | Germania (bandiera) | C     | Bernd Elfering        |
|    | Germania (bandiera) | C     | Harry Gniech          |
|    | Germania (bandiera) | C     | Peter Hermann         |
|    | Germania (bandiera) | C     | Theodor Rieländer     |
|    | Germania (bandiera) | C     | Norbert Ziegler       |
|    | Germania (bandiera) | A     | Matthias Brücken      |
|    | Germania (bandiera) | A     | Dieter Herzog         |

## Organigramma societario
Area tecnica
- Allenatore: Willibert Kremer
- Allenatore in seconda:
- Preparatore dei portieri:
- Preparatori atletici:

## Calciomercato

### Sessione estiva
| Acquisti | Acquisti         | Acquisti            | Acquisti |
| R.       | Nome             | da                  | Modalità |
| -------- | ---------------- | ------------------- | -------- |
| A        | Matthias Brücken | Würzburg            |          |
| C        | Klaus Bruckmann  | Duisburg            |          |
| C        | Harry Gniech     | Bayer Leverkusen II |          |
| D        | Thomas Hörster   | Schwarz-Weiß Essen  |          |

| Cessioni | Cessioni               | Cessioni          | Cessioni |
| R.       | Nome                   | a                 | Modalità |
| -------- | ---------------------- | ----------------- | -------- |
| A        | Frank-Michael Schonert | Kickers Offenbach |          |
| A        | Hubert Tenbrink        | Bocholt           |          |

### Sessione invernale
| Acquisti | Acquisti | Acquisti | Acquisti |
| R.       | Nome     | da       | Modalità |
| -------- | -------- | -------- | -------- |

| Cessioni | Cessioni | Cessioni | Cessioni |
| R.       | Nome     | a        | Modalità |
| -------- | -------- | -------- | -------- |

## Risultati

### 2. Bundesliga

#### Girone di andata
| Arbitro: | Wuttke |

|                  |           |          |
| Brücken 19’, 58’ | Marcatori | 73’ Bals |

| Arbitro: | Zittrich |

|                |           |                                      |
| Eilenfeldt 47’ | Marcatori | 22’ Hermann 38’ Bruckmann 79’ Herzog |

| Leverkusen 17 agosto 1977 3ª giornata | Bayer Leverkusen | 0 – 0 referto | Wattenscheid 09 | Kleines-Haberland-Stadion (8 000 spett.)\| Arbitro: \| Heymann \| |
| Arbitro:                              | Heymann          |               |                 |                                                                   |

| Arbitro: | Brückner |

|                                           |           |                                   |
| Lausen 31’ Budde 53’, 76’ (rig.) Götz 71’ | Marcatori | 1’ Ziegler 25’ Herzog 87’ Hörster |

| Arbitro: | Wichmann |

|               |           |           |
| Bruckmann 73’ | Marcatori | 57’ Graul |

| Arbitro: | Broska |

|                |           |                 |
| Brexendorf 15’ | Marcatori | 3’, 47’ Hermann |

| Herford 10 settembre 1977 7ª giornata | Herford | 0 – 0 referto | Bayer Leverkusen | Ludwig-Jahn-Stadion (4 000 spett.)\| Arbitro: \| Hennig \| |
| Arbitro:                              | Hennig  |               |                  |                                                            |

| Arbitro: | Gathmann |

|  |           |                                                         |
|  | Marcatori | 37’ (rig.) Reiners 73’ Wrede 76’ Offermanns 90’ Bergter |

| Arbitro: | Barnick |

|           |           |             |
| Klose 75’ | Marcatori | 73’ Hermann |

| Arbitro: | Marchefka |

|            |           |                   |
| Herzog 88’ | Marcatori | 16’, 74’ Hrubesch |

| Arbitro: | Waltert |

|                             |           |             |
| Montelett 24’ Nabrotzki 65’ | Marcatori | 14’ Hörster |

| Arbitro: | Teichert |

|                                                                                |           |  |
| Rehbach 9’ (rig.) Bruckmann 31’ Elfering 36’, 72’ Hermann 41’, 43’ Ziegler 73’ | Marcatori |  |

| Arbitro: | Risse |

|          |           |  |
| Bone 47’ | Marcatori |  |

| Arbitro: | Winkler |

|  |           |                 |
|  | Marcatori | 9’, 86’ Schäfer |

| Arbitro: | Kopka |

|          |           |  |
| Kehr 79’ | Marcatori |  |

| Arbitro: | Gabriel |

|  |           |                       |
|  | Marcatori | 5’ Fabian 70’ Plücken |

| Arbitro: | Ohmsen |

|  |           |                |
|  | Marcatori | 67’ Eickerling |

| Arbitro: | Kespohl |

|             |           |  |
| Brücken 34’ | Marcatori |  |

| Arbitro: | Uhlig |

|                    |           |                         |
| Riepert 29’ (rig.) | Marcatori | 10’ Ziegler 79’ Hermann |

#### Girone di ritorno
| Arbitro: | Ahlenfelder |

|                                     |           |            |
| Bals 5’ Höfer 38’, 43’ Etterich 89’ | Marcatori | 82’ Herzog |

| Arbitro: | Gathmann |

|             |           |                         |
| Brücken 10’ | Marcatori | 34’ Rnic 61’ Eilenfeldt |

| Arbitro: | Halfter |

|                                 |           |                                    |
| Drews 14’ Horsch 64’ Hammes 66’ | Marcatori | 38’ Herzog 52’ Brücken 71’ Ziegler |

| Arbitro: | Möller |

|                         |           |  |
| Brücken 54’ Hermann 89’ | Marcatori |  |

| Arbitro: | Hennig |

|             |           |  |
| Mödrath 16’ | Marcatori |  |

| Arbitro: | Broska |

|                                             |           |          |
| Hermann 15’ Gelsdorf 39’ (rig.) Brücken 69’ | Marcatori | 10’ Amiq |

| Leverkusen 18 febbraio 1978 26ª giornata | Bayer Leverkusen | 0 – 0 referto | Herford | Kleines-Haberland-Stadion (1 000 spett.)\| Arbitro: \| Pauly \| |
| Arbitro:                                 | Pauly            |               |         |                                                                 |

| Arbitro: | Kornrumpf |

|                                        |           |             |
| Makel 16’ (aut.) Jürgens 44’ Rohde 78’ | Marcatori | 53’ Brücken |

| Arbitro: | Brückner |

|                                                   |           |  |
| Herzog 29’ Bruckmann 46’ Gelsdorf 49’ Brücken 58’ | Marcatori |  |

| Arbitro: | Uhlig |

|                                           |           |                          |
| Hrubesch 31’ Sperlich 32’ Bönighausen 59’ | Marcatori | 66’ Herzog 81’ Bruckmann |

| Arbitro: | Wahmann |

|                          |           |  |
| Bruckmann 46’ Herzog 79’ | Marcatori |  |

| Arbitro: | Schütte |

|              |           |            |
| Mattsson 74’ | Marcatori | 8’ Brücken |

| Arbitro: | Reichmann |

|  |           |            |
|  | Marcatori | 58’ Mertes |

| Arbitro: | Milkert |

|                                  |           |                          |
| Hußner 21’, 81’ (rig.) Greif 61’ | Marcatori | 63’ Brücken 79’ Gelsdorf |

| Arbitro: | Wuttke |

|                             |           |          |
| Herzog 49’ Baake 57’ (aut.) | Marcatori | 35’ Kehr |

| Arbitro: | Kespohl |

|                      |           |                                   |
| Kuballa 41’ Lenz 57’ | Marcatori | 61’ Gniech 65’ Klimke 82’ Hörster |

| Arbitro: | Ahlenfelder |

|             |           |  |
| Brücken 32’ | Marcatori |  |

| Arbitro: | Halfter |

|            |           |                                            |
| Wunder 59’ | Marcatori | 29’ Hörster 83’ Gelsdorf 90’ (rig.) Herzog |

| Arbitro: | Eggers |

|                        |           |            |
| Herzog 58’ (rig.), 62’ | Marcatori | 80’ Priewe |

### Coppa di Germania
| Arbitro: | Groß |

|                                                             |           |  |
| Hörster 12’ Gelsdorf 53’ Ziegler 59’ Brücken 62’ Herzog 68’ | Marcatori |  |

| Arbitro: | Huster |

|                                   |           |                  |
| Posner 67’ Hermann 78’ Herzog 79’ | Marcatori | 50’ (rig.) Meier |

| Arbitro: | Kaiser |

|              |           |                                               |
| Elfering 22’ | Marcatori | 11’, 58’ Abel 33’ Gerresheim 62’, 72’ Brücken |

## Statistiche

### Statistiche di squadra
| Competizione      | Punti | In casa | In casa | In casa | In casa | In casa | In casa | In trasferta | In trasferta | In trasferta | In trasferta | In trasferta | In trasferta | Totale | Totale | Totale | Totale | Totale | Totale | DR  |
| Competizione      | Punti | G       | V       | N       | P       | Gf      | Gs      | G            | V            | N            | P            | Gf           | Gs           | G      | V      | N      | P      | Gf     | Gs     | DR  |
| ----------------- | ----- | ------- | ------- | ------- | ------- | ------- | ------- | ------------ | ------------ | ------------ | ------------ | ------------ | ------------ | ------ | ------ | ------ | ------ | ------ | ------ | --- |
| 2. Bundesliga     | 39    | 19      | 10      | 3       | 6       | 29      | 18      | 19           | 6            | 4            | 9            | 29           | 33           | 38     | 16     | 7      | 15     | 58     | 51     | +7  |
| Coppa di Germania | -     | 3       | 2       | 0       | 1       | 9       | 6       | 0            | 0            | 0            | 0            | 0            | 0            | 3      | 2      | 0      | 1      | 9      | 6      | +3  |
| Totale            | 39    | 22      | 12      | 3       | 7       | 38      | 24      | 19           | 6            | 4            | 9            | 29           | 33           | 41     | 18     | 7      | 16     | 67     | 57     | +10 |

### Andamento in campionato
| Giornata  | 1 | 2 | 3 | 4 | 5 | 6 | 7 | 8 | 9 | 10 | 11 | 12 | 13 | 14 | 15 | 16 | 17 | 18 | 19 | 20 | 21 | 22 | 23 | 24 | 25 | 26 | 27 | 28 | 29 | 30 | 31 | 32 | 33 | 34 | 35 | 36 | 37 | 38 |
| --------- | - | - | - | - | - | - | - | - | - | -- | -- | -- | -- | -- | -- | -- | -- | -- | -- | -- | -- | -- | -- | -- | -- | -- | -- | -- | -- | -- | -- | -- | -- | -- | -- | -- | -- | -- |
| Luogo     | C | T | C | T | C | T | T | C | T | C  | T  | C  | T  | C  | T  | C  | T  | C  | T  | T  | C  | T  | C  | T  | C  | C  | T  | C  | T  | C  | T  | C  | T  | C  | T  | C  | T  | C  |
| Risultato | V | V | N | P | N | V | N | P | N | P  | P  | V  | P  | P  | P  | P  | V  | V  | V  | P  | P  | N  | V  | P  | V  | N  | P  | V  | P  | V  | N  | P  | P  | V  | V  | V  | V  | V  |
| Posizione | 4 | 1 | 2 | 5 | 6 | 4 | 5 | 9 | 9 | 10 | 14 | 9  | 10 | 13 | 16 | 17 | 15 | 13 | 12 | 14 | 14 | 14 | 13 | 14 | 14 | 13 | 14 | 12 | 14 | 12 | 12 | 14 | 15 | 14 | 10 | 10 | 9  | 8  |

Legenda:

Luogo: C = Casa; T = Trasferta. Risultato: V = Vittoria; N = Pareggio; P = Sconfitta.

### Statistiche dei giocatori
| Giocatore     | 2. Bundesliga | 2. Bundesliga | 2. Bundesliga | 2. Bundesliga | Coppa di Germania | Coppa di Germania | Coppa di Germania | Coppa di Germania | Totale   | Totale | Totale      | Totale     |
| Giocatore     | Presenze      | Reti          | Ammonizioni   | Espulsioni    | Presenze          | Reti              | Ammonizioni       | Espulsioni        | Presenze | Reti   | Ammonizioni | Espulsioni |
| ------------- | ------------- | ------------- | ------------- | ------------- | ----------------- | ----------------- | ----------------- | ----------------- | -------- | ------ | ----------- | ---------- |
| F. Bockholt   | 18            | 0             | 0             | 0             | 2                 | 0                 | 0                 | 0                 | 20       | 0      | 0           | 0          |
| K. Bruckmann  | 37            | 6             | 7             | 0             | 3                 | 0                 | 0                 | 0                 | 40       | 6      | 7           | 0          |
| M. Brücken    | 35            | 12            | 2             | 0             | 2                 | 1                 | 0                 | 0                 | 37       | 13     | 2           | 0          |
| M. Eickerling | 18            | 1             | 1             | 0             | 0                 | 0                 | 0                 | 0                 | 18       | 1      | 1           | 0          |
| B. Elfering   | 12            | 2             | 2             | 0             | 3                 | 1                 | 0                 | 0                 | 15       | 3      | 2           | 0          |
| A. Fehse      | 1             | 0             | 0             | 0             | 0                 | 0                 | 0                 | 0                 | 1        | 0      | 0           | 0          |
| J. Gelsdorf   | 37            | 4             | 13            | 0             | 2                 | 1                 | 0                 | 0                 | 39       | 5      | 13          | 0          |
| H. Gniech     | 5             | 1             | 0             | 0             | 0                 | 0                 | 0                 | 0                 | 5        | 1      | 0           | 0          |
| P. Hermann    | 32            | 9             | 0             | 0             | 3                 | 1                 | 0                 | 0                 | 35       | 10     | 0           | 0          |
| D. Herzog     | 38            | 12            | 9             | 0             | 3                 | 2                 | 0                 | 0                 | 41       | 14     | 9           | 0          |
| T. Hörster    | 37            | 4             | 2             | 0             | 2                 | 1                 | 0                 | 0                 | 39       | 5      | 2           | 0          |
| P. Klimke     | 23            | 1             | 4             | 0             | 3                 | 0                 | 0                 | 0                 | 26       | 1      | 4           | 0          |
| H. Makel      | 20            | 0             | 0             | 0             | 1                 | 0                 | 0                 | 0                 | 21       | 0      | 0           | 0          |
| W. Posner     | 35            | 0             | 3             | 0             | 2                 | 1                 | 0                 | 0                 | 37       | 1      | 3           | 0          |
| W. Rehbach    | 16            | 1             | 0             | 0             | 2                 | 0                 | 0                 | 0                 | 18       | 1      | 0           | 0          |
| T. Rieländer  | 10            | 0             | 0             | 0             | 2                 | 0                 | 1                 | 0                 | 12       | 0      | 1           | 0          |
| H. Scheinert  | 35            | 0             | 7             | 0             | 3                 | 0                 | 1                 | 0                 | 38       | 0      | 8           | 0          |
| N. Ziegler    | 38            | 4             | 4             | 0             | 3                 | 1                 | 1                 | 0                 | 41       | 5      | 5           | 0          |